# N
Nは、ラテン文字（アルファベット）の14番目の文字。小文字は n。ギリシャ文字のΝ（ニュー）に由来し、キリル文字のНと同系の文字である。

## 字形
2つの字形が使われる。

筆記体

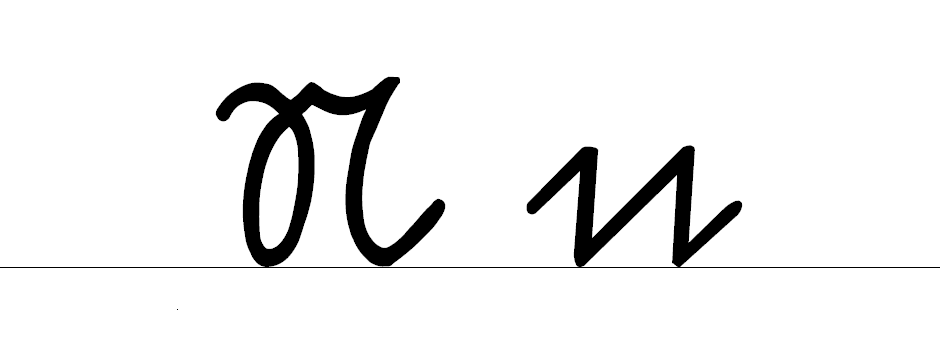
ジュッターリーン体

1. 2本の縦棒と、それを結ぶ左上がりの線から成る。大文字は一般にこの字形による。
2. 円の上半分の半円の2つの端から下に直線を延ばし、左の直線からさらに上にもまっすぐ延ばした形である。この直線の上端から左にセリフを出したり上端が左に曲がったりすることがある。右下は右に曲がったり、さらに上に折り返すことがある。小文字はこの字形である。大文字筆記体でこの字形を取ることがある。フラクトゥールはいずれもこの字形に基づき、{\displaystyle {\mathfrak {N\ n}}}である。

## 呼称
- 拉・独・仏・英・蘭・洪・葡・尼：エヌ（エン） 聞く[ヘルプ/ファイル]
- 西: ene（エネ）
- 伊: enne（エンネ）
- エス：ノー
- 越：エンノ

## 音価
この文字が表す音素は、「歯茎鼻音」/n/ ないしその類似音である。
鼻音を代表する子音字として用いられることも多く、後続の子音に同化した同器官的鼻音になりやすい。
フランス語では、同じ単語内の直前に母音があり、直後が母音（発音しない e は除く）か n でなければ、直前の母音を同化し鼻母音にする。このとき、/n/ は発音しない。
ただしリエゾン（「母音+n（語境界）母音」）の場合、/n/ は発音され、鼻母音化も保たれる。
「母音+nn+母音」で鼻母音化が起こるかどうかは語による。
これらの振る舞いは m と同様である。
英語では、軟口蓋音（k・g）に先行する場合、同化され [ŋ] となる。ただし ng は二重音字として2文字で [ŋ] を表すこともある。
日本語のローマ字表記では、な行の子音の他、「ん」の表記に用いる。日本語の「ん」には、後続する音によって[m], [n], [ŋ]などいくつかあるが、訓令式では全てnに統一、ヘボン式では[m]と発音されるもの(b、m、pの前)以外をnで表す。
朝鮮語のローマ字表記では、文化観光部2000年式、マッキューン＝ライシャワー式共に初声、終声両方の「ㄴ」に用いられる。また、ngで終声の「ㅇ」を表す。

### 二重音字
- ng [ŋ]（軟口蓋鼻音） : インドネシア語・ベトナム語など東南アジア諸言語や、英語・ドイツ語などのゲルマン諸語、中国語の拼音
- gn [ɲ]（硬口蓋鼻音） : フランス語・イタリア語
- nh [ɲ]（硬口蓋鼻音） : ポルトガル語・ベトナム語

## Nの意味

### 大文字・小文字
- 自然数 (natural number)
  - 通常は小文字斜体 n を使う
  - 大文字太字の N あるいは {\displaystyle \mathbb {N} } は自然数全体の集合
  - 扱っている中で最も大きな整数、あるいは、非常に大きな整数。母集団の数、医学で被験者数などの場合は大文字を使う。

### 原則大文字

#### 語学
- ドイツ語で主格 (Nominativ)

#### 自然科学
- 窒素 (nitrogen) の元素記号。
- 中性・中立 (neutral)。
- 単位
  - ニュートン (newton)。力の単位。
  - 化学で規定度 (normality)。
  - ネナ (nena)。ジム・ブロワーズ (Jim Blowers) が私的に提案した接頭辞で1057。
- 解剖学・生理学で神経 (neuron)。
- 核子 (nucleon)
- 海王星 (Neptune)
- 正規化群
- ティッツ系（(B, N) 対）の N
- 二十三を意味する数字。三十六進法など、二十四進法以上（参照: 位取り記数法#Nが十を超過）において二十三（十進法の23）を一桁で表すために用いられる。ただし、アルファベットの I と数字の 1 が混同し易いために、アルファベットの I を用いないことがあり、この場合、J が十八、K が十九、…、N が二十二を意味する。

#### 工学
- 中性/中立（ニュートラル、neutral）
- 負性/負極（ネガティブ、negative）
- 高圧ナトリウムランプ。JIS C 0303:2000「構内電気設備の配線用図記号」（日本産業標準調査会、経済産業省）で用いられる。
- 単5形乾電池。単4形よりも径が太く高さが低い。日本では単5形と呼ばれる乾電池の種類。
- N値 - 建築・土木工事を始めるにあたって、予め地盤の強度を調査するための標準貫入試験に基づく指標。
- 携帯電話の型番につけられる略号で、日本電気（NEC）を指す。
- N階 - エンタープライズ・メタバースの概念。仮想フロアの数が無限であることを意味する。

#### 交通
- 自動車の国際識別記号では、ノルウェー (Norway)。
- 鉄道のサインシステムにおける路線記号。
  - JR函館線（森駅〜流山温泉駅〜大沼駅）(Nagareyama)
  - 札幌市営地下鉄南北線 (Namboku)
  - 仙台市交通局南北線 (Namboku)
  - 東京メトロ南北線 (Namboku)
  - 長野電鉄長野線 (Nagano)
  - Osaka Metro長堀鶴見緑地線 (Nagahori)
  - 近鉄道明寺線
  - JR山陽線・赤穂線（岡山駅〜播州赤穂駅）
  - JR鳴門線 (Naruto)
  - 高松琴平電気鉄道長尾線 (Nagao)
  - 福岡市交通局七隈線 (Nanakuma)
  - 鹿児島市電2系統 (Ni)
  - トランジリアンモンパルナス線（フランス）
- 自動車やオートバイのギアポジションのニュートラル。
- N (ヒョンデ) - 現代自動車のハイパフォーマンスブランド。ニュルブルクリンクと同社のR&Dセンターが所在する南陽(Namyang、華城市)の頭文字から。
- アポロ・アウトモビリ社のグンペルト・アポロのマイナーチェンジバージョン。アポロＮ。ナショナルロード1号線

ナショナルロード1号線

- 南アフリカ共和国のナショナルロード (national road)。N1は1号線、など。

#### 文化・生活

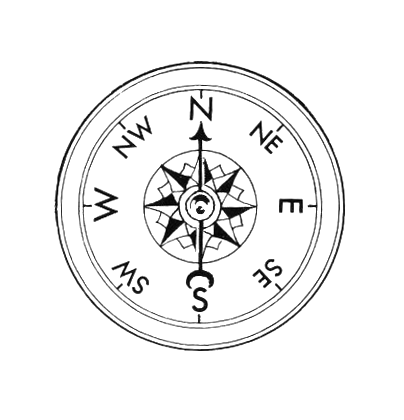
北を表すN

- 北を表すN 北 (north)。磁極の N 極も north による。対義語は南を表す S。
- 否定 (no, not)。Y の反対
- テレビ番組表でニュース番組。「N」で表す。
- 新型・新形式 (new)。従来形式と同一の名称が使用される場合に、区別のため接頭もしくは接尾に付されることがある。
- チェスの棋譜などでナイト（kNight)（Kはキング）。将棋でもナイトに相当する桂馬を表す。
- 性風俗業界で、生（なま）。
- 鉄道模型の規格名称、Nゲージ・Nスケール。軌間9mm、縮尺が1⁄148–1⁄160の鉄道模型の規格呼称。転じてN・Nスケールの名称は1⁄148–1⁄160の模型製品全般の縮尺呼称としても使われる。
- イカロス出版のNゲージ専門誌『N(エヌ)』
- ヌメロン(Numer0n)
- 日本における貸金業の登録番号で、出資の受入れ、預り金及び金利等の取締りに関する法律（出資法）により特例で高金利が認められていた日賦金融業者（日掛け金融）・電話担保金融業者の登録回数を示す数字につけられる符号（グレーゾーン金利が廃止された2010年にこの特例も廃止）。
- Nワードは、黒人を指す蔑称「ニガー」の婉曲表現。

#### 創作物など
- ZONEの3枚目のアルバム『N』。
- 田村直美の2枚目のアルバム『N'』。
- ニンテンドーDS用ゲームソフト『ポケットモンスター ブラック・ホワイト』および続作『ポケットモンスター ブラック2・ホワイト2』の登場人物。
- 漫画DEATH NOTEの登場人物ニアの別名。
- N (スティーヴン・キングの小説)

### 原則小文字
- 自然数 (natural number) または整数。
- 名詞 (noun)。
- ナノ (nano)。10−9（10億分の1）。
- 中性子 (neutron)。
- 体積密度。
- 電車等、鉄道車両（旅客車）の用途を表す副記号（サフィクス）で、寝台車。単独の n は通常は B 寝台車（A 寝台車は特別車の記号と組み合わせて sn）。
- 英語で and の略。rock’n’roll など。
- 文字 n の幅。nダッシュ (–)、nスペース ( ) など。幅の広い m に対する。
- 分（時間の）(miNute)。Visual Basic などで、月 (month) と区別するために使われる。
- 正午 (noon)。真夜中 (midnight) と対になる。
- 染色体の数を表す際に使用する。二倍体の場合は2n。=をつけ、その後ろに染色体の数を記す（例：ヒトの場合、2n=46）。
- フラクトゥールでリー環のある主の部分環（三角分解 g = n− ⊕ h ⊕ n+）

## 符号位置
| 大文字 | Unicode | JIS X 0213 | 文字参照            | 小文字 | Unicode | JIS X 0213 | 文字参照            | 備考     |
| ------ | ------- | ---------- | ------------------- | ------ | ------- | ---------- | ------------------- | -------- |
| N      | U+004E  | 1-3-46     | &#x4E; &#78;        | n      | U+006E  | 1-3-78     | &#x6E; &#110;       |          |
| Ｎ     | U+FF2E  | 1-3-46     | &#xFF2E; &#65326;   | ｎ     | U+FF4E  | 1-3-78     | &#xFF4E; &#65358;   | 全角     |
| Ⓝ      | U+24C3  | ‐          | &#x24C3; &#9411;    | ⓝ      | U+24DD  | 1-12-39    | &#x24DD; &#9437;    | 丸囲み   |
| 🄝︎      | U+1F11D | ‐          | &#x1F11D; &#127261; | ⒩      | U+24A9  | ‐          | &#x24A9; &#9385;    | 括弧付き |
| 𝐍      | U+1D40D | ‐          | &#x1D40D; &#119821; | 𝐧      | U+1D427 | ‐          | &#x1D427; &#119847; | 太字     |

## 他の表現法
| フォネティックコード | モールス符号 |
| November             | －・         |

|        |          | ⠝    |
| 信号旗 | 手旗信号 | 点字 |